# 西村雄大
西村 雄大（にしむら たけひろ、1991年9月23日 - ）は、ジャパンラグビーリーグワン日野レッドドルフィンズに所属するラグビー選手。

## プロフィール
- 宮崎県出身[1]。
- ポジションはフランカー(FL)。
- 身長 184 cm、体重 103 kg
- U20日本代表に選ばれたことがある[2]。
- ニックネームは、むなたむ、むなたん、ドレキン・パッカッー。
- 宮崎を愛し、宮崎に愛された男。

## 略歴
2010年、高鍋高校卒業後、明治大学に入学する。
2013年、明治大学ラグビー部の副将に就任した。
2015年、明治大学卒業後、日野自動車レッドドルフィンズ(現・日野レッドドルフィンズ)に加入。同年9月13日に行われたトップイーストリーグDiv.1第1節の秋田ノーザンブレッツ戦に途中出場で公式戦初出場を果たす。